# Joan Pica
Joan Pica (s.XVII) Es desconeixen les dades biogràfiques d'aquest compositor. A la documentació de l'arxiu parroquial de Canet de Mar hi ha constància del bateig d'un Joan Pica el 17 d'abril de 1603, però aquest cognom, de procedència francesa, és present a Canet en families de mariners, sastres i teixidors al decurs del segle. Al fons musical canetenc s'hi conserven dues obres, fet que du a pensar que va ésser mestre de capella de la parroquial, anterior a Miquel Oller.
Se'n conserven dues obres de música religiosa en el fons canetenc
una Antífona per a 7 v i Ac i un Càntic per a 8 v i Ac